# Benedito Nunes
Benedito José Viana da Costa Nunes (Belém, 21 de novembro de 1929 – Belém, 27 de fevereiro de 2011) foi um filósofo, professor universitário, crítico literário e escritor brasileiro.
Em 1973, foi um dos fundadores da Faculdade de Filosofia do Pará, posteriormente incorporada à Universidade Federal do Pará (UFPA), e da Academia Brasileira de Filosofia. Ensinou literatura e filosofia em outras universidades do Brasil, da França e dos Estados Unidos. Escreveu diversos artigos e ensaios para jornais e publicações locais, nacionais e internacionais. Aposentou-se como professor titular de Filosofia na UFPA, além de ter recebido o título de Professor Emérito em 1998. No mesmo ano, foi um dos ganhadores do Prêmio Multicultural Estadão.
Recebeu duas vezes o Prêmio Jabuti de Literatura: em 1987, pelo estudo da obra de Martin Heidegger que culminou em Passagem para o Poético, e em 2010 pela crítica literária A Clave do Poético. Também em 2010 foi agraciado com o Prêmio Machado de Assis da Academia Brasileira de Letras pelo conjunto da obra.

## Biografia
Benedito Nunes nasceu em Belém do Pará, no dia 21 de novembro de 1929. Era sobrinho do tradutor Carlos Alberto Nunes. Em 1943, aos 14 anos, publicou com o amigo Haroldo Maranhão o pequeno jornal O Colegial, que circulava pelas escolas belenenses.
Em 1946, foi convidado para ser colaborador do Suplemento Literário do jornal Folha do Norte (de propriedade do avô de Maranhão), encarte literário que recebeu colaborações de autores como Antonio Candido, Aurélio Buarque de Holanda, Otto Maria Carpeaux, Carlos Drummond de Andrade, Manuel Bandeira e Cecília Meireles. Ali, Benedito publicou, até 1952, um texto de ficção em prosa, vinte e dois poemas, dois textos teóricos sobre poesia, análises dos romances A morte de Ivan Ilitch, de Liev Tolstoi, e A Peste, de Albert Camus, e uma série de aproximadamente setenta aforismos no estilo de Friedrich Nietzsche, denominada Confissões do Solitário, que marcou o início de seus estudos lítero-filosóficos. Em 1949, decidiu parar de escrever poesia, escolhendo dedicar-se à escrita de textos filosóficos.
Em 1952, formou-se bacharel em Direito pela Faculdade de Direito do Pará (posteriormente encampada pela Universidade Federal do Pará), atraído pelo fato de aquele curso proporcionar o ensino da epistemologia, a qual ele estudou com base, principalmente, no livro Teoria do Conhecimento de Nicolai Hartmann. Desgostoso do estudo da legislação, decidiu não seguir a carreira jurídica. De 1954 a 1960, foi professor de história da filosofia e ética nos cursos de pedagogia, ciências sociais, história e biblioteconomia da então Faculdade de Filosofia, Ciências e Letras do Pará (também encampada com a criação da UFPA em 1957), tornando-se professor titular em 1966.
Também lecionou e dirigiu seminários na Université de Haute-Bretagne - Rennes II (França), na University of Texas at Austin (EUA), na Vanderbilt University, Nashville (EUA), na Universidade de Stanford (EUA), e na Universidade de Montreal (Canadá), além de em Portugal e no Uruguai.
Em 1960, sua esposa Maria Sylvia Nunes, diretora de teatro, recebeu uma viagem para a França como prêmio de um festival. Acompanhando-a, Benedito frequentou os cursos de Paul Ricoeur e Maurice Merleau-Ponty no Collège de France (Paris). Entre 1967 e 1969, o casal viajou novamente à França e Benedito realizou estudos de pós-graduação no Instituto de Estudos Portugueses e Brasileiros da Sorbonne (Paris), orientado pelo professor Léon Bourdon.
Embora não tivesse se filiado a nenhum partido político, Nunes se considerava mais de esquerda do que de direita, e durante os anos de chumbo posicionou-se em oposição ao regime militar, chegando a ser indiciado em um inquérito em 1970. Em 1976, convidou Michel Foucault para proferir palestra em Belém. Após a partida do filósofo francês, o Serviço Nacional de Informações requisitou a lista dos presentes no evento, que Benedito Nunes recusou-se a entregar.
Recebeu o Prêmio Jabuti em 1987, na categoria Estudos Literários, pela obra Passagem para o Poético - Filosofia e Poesia em Heidegger.
Em 1989, foi um dos membros fundadores da Academia Brasileira de Filosofia, na qual ocupou a cadeira de número 8.
Aposentou-se da UFPA em 1998, recebendo o título de professor emérito.
Em 2010, recebeu novamente o Prêmio Jabuti, primeiro lugar na categoria Estudos Literários, pela crítica literária A Clave do Poético. No mesmo ano, recebeu o Prêmio Machado de Assis concedido pela Academia Brasileira de Letras pelo conjunto da obra. Prosseguiu escrevendo e ministrando cursos e palestras até seu falecimento, provocado por complicações em decorrência de uma úlcera gástrica, em 27 de fevereiro de 2011.

## Obras
- 1966 - O mundo de Clarice Lispector
- 1967 - A Filosofia Contemporânea
- 1967 - Introdução à Filosofia da Arte
- 1969 - O Dorso do Tigre (Coleção Debates - ensaios literários e filosóficos)
- 1973 - Leitura de Clarice Lispector (Coleção Escritores de Hoje)
- 1974 - João Cabral de Melo Neto (Coleção Poetas Modernos do Brasil)
- 1979 - Oswald Canibal (Coleção Elos)
- 1986 - Passagem para o Poético - Filosofia e Poesia em Heidegger
- 1988 - O tempo na narrativa
- 1989 - O drama da linguagem - Uma leitura de Clarice Lispector
- 1993 - No tempo do niilismo e outros ensaios
- 1998 - Crivo de papel (ensaios literários e filosóficos)
- 1999 - Hermenêutica e poesia - O pensamento poético
- 2000 - Dois Ensaios e Duas Lembranças
- 2000 - O Nietzsche de Heidegger
- 2002 - Heidegger e Ser e Tempo
- 2006 - Crônica de Duas Cidades - Belém e Manaus (em coautoria com Milton Hatoum)
- 2007 - João Cabral: a máquina do poema
- 2009 - A Clave do Poético
- 2010 - Ensaios Filosóficos
- 2012 - Do Marajó ao Arquivo - Breve Panorama da Cultura no Pará (póstumo)
- 2013 - A Rosa o que é de Rosa - Literatura e Filosofia em Guimarães Rosa (póstumo)
- 2017 - Heidegger (póstumo)

### Trabalhos acadêmicos sobre Benedito Nunes
- «Hermenêutica e crítica: o pensamento e a obra de Benedito Nunes». Jucimara Tarricone, Universidade de São Paulo: 2007 (tese de doutorado)
- «Benedito Nunes e reflexões sobre a Amazônia». Maria Stella Faciola Pessôa Guimarães; Edna Maria Ramos de Castro, Boletim do Museu Paraense Emilio Goeldi: 2011 (artigo)
- «Benedito Nunes, filósofo da literatura». Victor Sales Pinheiro, A Palo Seco - Escritos de Filosofia e Literatura: 2011 (artigo)
- «Memorias literárias de Belém do Pará: o grupo dos novos, 1946-1952». Marinilce Oliveira Coelho, Universidade de Campinas: 2003 (tese de doutorado)

### Artigos em jornais e revistas sobre Benedito Nunes
- «Benedito Nunes, o iluminista dos trópicos». Adriana Klautau Leite, Revista Brasileiros: 2009
- «Dossiê - Benedito Nunes, o mestre que ria». Ernani Chaves, Revista Cult: 2018